# Erzbistum Imphal
Das Erzbistum Imphal (lateinisch Archidioecesis Imphalensis) ist eine Erzdiözese der römisch-katholischen Kirche in Indien mit Sitz in Imphal.
Das Erzbistum Imphal umfasst den Bundesstaat Manipur.

## Geschichte
Das Bistum Imphal wurde am 28. März 1980 von Papst Johannes Paul II. durch die in der Apostolischen Konstitution Cum Nos verfügte Teilung des Bistums Kohima-Imphal gegründet und dem Erzbistum Shillong als Suffraganbistum unterstellt. Am 10. Juli 1995 wurde das Bistum Imphal mit der Apostolischen Konstitution Cum Ecclesia catholica zum Erzbistum erhoben.

## Kirchenprovinz
- Erzbistum Imphal
  - Bistum Kohima

## Ordinarien

### Bischof
- Joseph Mittathany, 1980–1995

### Erzbischöfe
- Joseph Mittathany, 1995–2006
- Dominic Lumon, 2006–2023
- Linus Neli, seit 2023